# Sira (film)
Pour les articles homonymes, voir Sira.
Pour plus de détails, voir Fiche technique et Distribution.
Sira est un film dramatique, écrit et réalisé par Apolline Traoré avec  des acteurs principaux tels que Nafissatou Cissé, Mike Danon, Lazare Minoungou, Nathalie Vairac et Ruth Werner. Il est le seul film burkinabè en compétition au FESPACO 2023 dans la catégorie long métrage pour l'Étalon d'or.
Le film a remporté l'Étalon d'Argent d'une valeur de 10 millions de FCFA.

## Synopsis
Le film se déroule au Sahel. C'est l'histoire d'une jeune fille peule, Sira, voyageant avec son clan pour atteindre le village où son fiancé, Sidi, l'attend pour célébrer leur mariage. Leurs espoirs se transforment en cauchemar lorsqu’ils sont attaquées par des terroristes islamistes. Tous les hommes sont abattus et le chef du gang, Yéré, capture Sira en raison d'une humiliation qu'il a subie. Elle est ensuite agressée et laissée pour morte dans le désert. Seule, elle trouve refuge dans une grotte proche de leur repaire, où elle découvre que les responsables de l'attaque sont dirigés par Moustapha, un  ami de son père, et Yéré, son agresseur.
Confrontée à la solitude et au désespoir, enceinte de son agresseur, Sira décide de déjouer les plans des terroristes. Pendant ce temps, Jean-Sidi, son fiancé, ignorant le sort de Sira, se lance dans une quête acharnée pour la retrouver. Aux côtés de Sira, d'autres femmes se joignent à sa lutte : sa mère Aissatou, qui lui apporte soutien et sagesse, et Kemi, une adolescente kidnappée et exploitée qui se bat pour retrouver sa liberté.

## Distribution

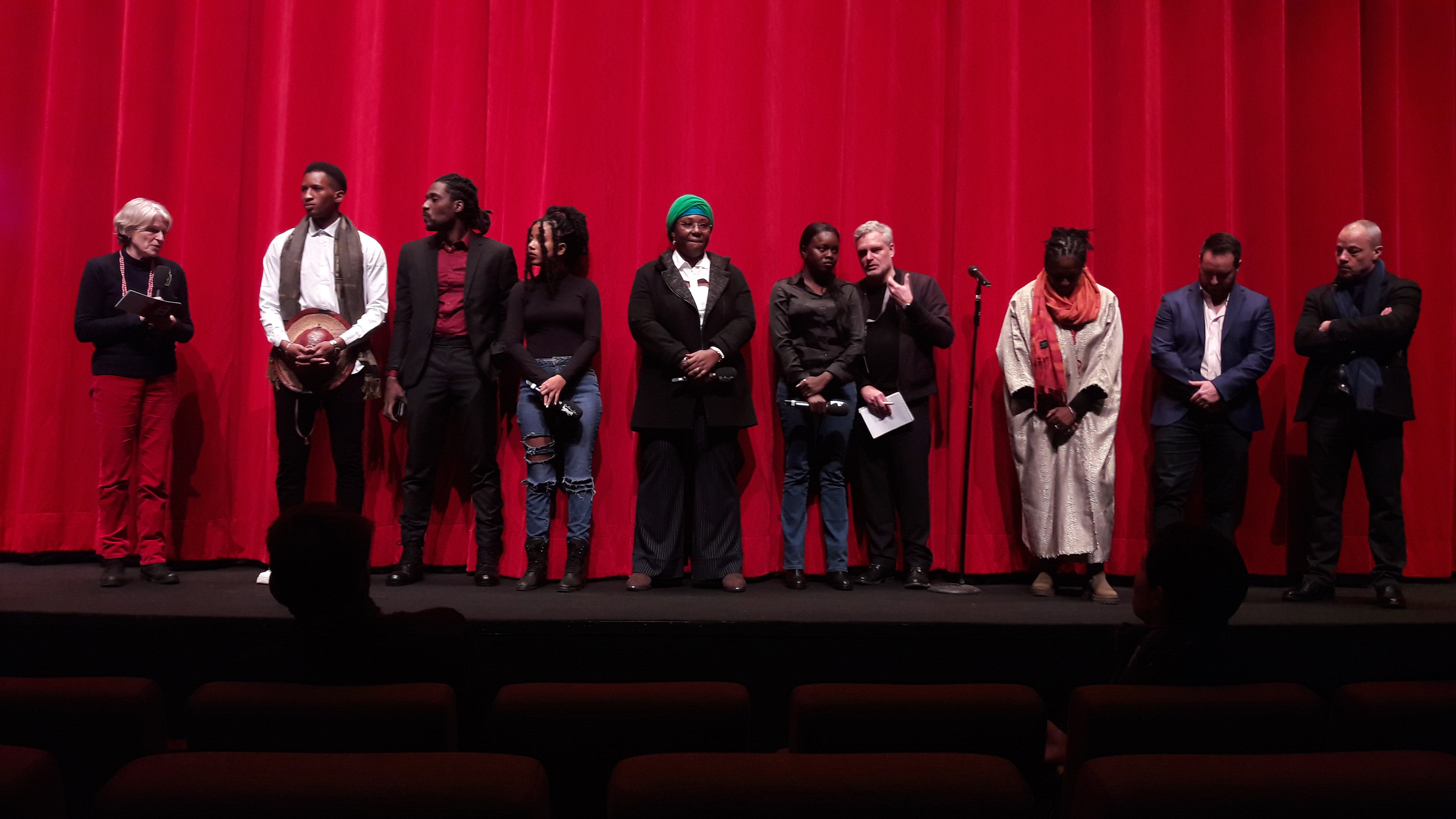
Distribution et équipe de Sira à la Berlinale

- Nafissatou Cissé: Sira
- Mike Danon: Moustapha
- Lazare Minoungou : Yere
- Nathalie Vairac : Aissatou
- Ruth Werner : Kemi
- Abdramane Barry : Jean Sidi
- Ildevert Meda : Karim
- Oumou Ba : Djamila
- Seydou Diallo : Tidiane
- Moïse Tiemtore : Faysal

## Sortie
Sira a eu sa première le 21 février 2023, dans le cadre du 73e Festival international du film de Berlin. Il est également en compétition au Festival panafricain du cinéma et de la télévision de Ouagadougou (Fespaco  2023). Sira est le seul long métrage burkinabè parmi les 12 films en compétition pour l'Etalon d'Or Yenenga. Le 14 février, il est signalé que la société de vente parisienne Wide avait acquis les droits mondiaux du film.

## Distinctions
Au Festival international du cinéma des femmes d'Harare au Zimbabwe :
- Prix du public

A Amsterdam en 2023 :
- Grand Prix World Cinema Exchange Award

AMAA (African Movie Awards) au Nigéria en 2023 :
- Prix du meilleure son[7]

Au UrbanWorld Film Festival à New York en 2023 :
- Prix du meilleur Film étranger[8]

A la Berlinale 2023 : 
- Prix du public Panorama du meilleur long métrage[9]
- Prix du film d'Amnesty International[10]

Au Fespaco 2023 :
- Etalon d'Argent de Yennenga
- Prix spécial Assemblée législative de transition du Burkina Faso
- Prix Félix Houphouet-Boigny du Conseil de l'Entente
- Prix WaterAid Burkina pour l'eau, l'hygiène, l'assainissement et le changement climatique
- Prix CEDEAO de la meilleure réalisatrice ouest-africaine

Au Festival Bangui 2024 : 
- Bantou d'argent[11]
- Meilleur scénario